# Бобровка (приток Сурана)
Бобровка — река в России, протекает в Койгородском районе Республики Коми. Устье реки находится в 20 км по левому берегу реки Суран. Длина реки составляет 19 км.
Исток реки в болоте на холмах Северных Увалов в 37 км к юго-востоку от села Ношуль. Исток находится на глобальном водоразделе Волги и Северной Двины, рядом берёт начало река Седка. Река течёт на юго-восток и восток по ненаселённому, частично заболоченному лесному массиву. Русло сильно извилистое. Впадает в Суран в урочище Средний Суран.

## Данные водного реестра
По данным государственного водного реестра России относится к Камскому бассейновому округу, водохозяйственный участок реки — Вятка от истока до города Киров, без реки Чепца, речной подбассейн реки — Вятка. Речной бассейн реки — Кама.
По данным геоинформационной системы водохозяйственного районирования территории РФ, подготовленной Федеральным агентством водных ресурсов:
- Код водного объекта в государственном водном реестре — 10010300212111100030702
- Код по гидрологической изученности (ГИ) — 111103070
- Код бассейна — 10.01.03.002
- Номер тома по ГИ — 11
- Выпуск по ГИ — 1